# Super Monaco GP
Super Monaco GP är ett racingspel från Sega, som ursprungligen var ett arkadspel utgivet 1989, innan det porterades till Sega Mega Drive, Amiga, ACPC, AST, C64, Sega Game Gear, Sega Master System och ZX Spectrum. Sega Mega Drive-varianten porterades även till Sega Mega-Techs system board 1990.
Det finns 16 olika banor i Super Monaco GP. I världsmästerskaps-läget finns det totalt 17 olika förare inklusive en själv. Varje förare har sitt eget team där bilens kvaliteter varierar. Att utmana förare, avancera i tabellen, få bättre bil/team och vinna säsongen för att därefter försvara titeln är spelets syfte. Varje förare och team i spelet är baserat på verkliga sådana men namnen har modifierats. Exempelvis heter den svenske föraren i spelet C. Tegner, i verkligheten Stefan Johansson. Spelet utspelar sig under 1989 års säsong.

### Fotnoter
1. ↑  ”Super Monaco Grand Prix” (på engelska). System 16 Arcade Museum. 13 mars 1990. http://system16.com/hardware.php?id=706&page=5#2452. Läst 22 maj 2017.